# Braunston-in-Rutland
Braunston-in-Rutland – wieś w Anglii, w hrabstwie Rutland. Leży 4 km na południowy zachód od miasta Oakham i 135 km na północ od Londynu. W 2001 miejscowość liczyła 392 mieszkańców.